# Mount Pleasant, Quận Green, Wisconsin
Mount Pleasant là một thị trấn thuộc quận Green, tiểu bang Wisconsin, Hoa Kỳ. Năm 2010, dân số của thị trấn này là 587 người.